# Polihonivska, Jovtnevîi
Polihonivska (în ucraineană Полігонівська) este o comună în raionul Jovtnevîi, regiunea Mîkolaiiv, Ucraina, formată numai din satul de reședință.

## Demografie
Componența lingvistică a comunei Polihonivska
     Ucraineană (77,46%)
     Rusă (22,12%)
     Alte limbi (0,21%)
Conform recensământului din 2001, majoritatea populației comunei Polihonivska era vorbitoare de ucraineană (77,46%), existând în minoritate și vorbitori de rusă (22,12%).